# Jimmy DeGrasso
Jimmy DeGrasso est un batteur américain né le 16 mars 1963 à Bethlehem (Pennsylvanie).

## Biographie
Après avoir été batteur d'Ozzy Osbourne, puis de Y&T, il rejoint en 1992 le groupe Suicidal Tendencies, qu'il quittera en 1995, année durant laquelle il intègre le projet parallèle de Dave Mustaine (chanteur et guitariste de Megadeth) : MD.45.
Il a également joué avec Alice Cooper de 1993 à 1998.
En 1998, il est recontacté par Mustaine pour rejoindre Megadeth, à la suite de la blessure de Nick Menza. Jimmy DeGrasso a alors 5 jours pour apprendre toutes les chansons qu'il va devoir jouer pour le prochain concert, ce qu'il arrivera à faire en écoutant sans interruption les titres du groupe dans son walkman. Il participera à deux albums : Risk et The World Needs a Hero jusqu'à la séparation du groupe en 2002.
Il a depuis participé à une tournée de Stone Sour (le groupe de Corey Taylor).
Jimmy DeGrasso a par ailleurs été le batteur de White Lion et d'autres artistes en tant que musicien de session.
Il est également propriétaire du magasin de batterie San Jose Pro drum shop, basé à San josé (Californie), ville où il réside.
En 2007, il rejoint le groupe de metal industriel Ministry pour participer à leur tournée d'adieu , et devient batteur à temps complet de F5, le groupe créé par David Ellefson après son éviction de Megadeth.
En été de 2012, DeGrasso joue sur la tournée de Dokken.
En Décembre 2012, il a joué avec des anciens membres de Thin Lizzy sur le projet Black Star Riders dont l'album All Hell Breaks Loose est sorti en mai 2013.
En 2016 il participe à la reformation de Ratt aux côtés de Stephen Pearcy, Juan Croucier et Warren DeMartini, trois membres historiques du groupe en conflit avec leur ancien batteur Bobby Blotzer.
Jimmy DeGrasso joue sur une batterie Pearl et des cymbales Sabian (séries AA, HH, AAX et HHX). Il a travaillé avec Pearl pour la conception du caisse claire "signature" composée d'un Fût martelé en laiton de 1 mm avec des accastillages plaqué or.

## Discographie
- 1987 Y&T - Contagious
- 1990 Y&T - Yesterday & Today Live (live)
- 1990 Y&T - Ten
- 1992 Fiona - Squeeze
- 1994 Suicidal Tendencies - Suicidal for Life
- 1995 Y&T - Musically Incorrect
- 1996 MD.45 - Craving
- 1997 Alice Cooper - A Fistful of Alice
- 1998 A.N.I.M.A.L. - Poder Latino
- 1998 Y&T - Endangered Species
- 1999 Stef Burns - Swamp Tea
- 1999 Megadeth - Risk
- 2000 Lita Ford - Greatest Hits Live (live)
- 2001 Megadeth - The World Needs a Hero
- 2002 Megadeth - Rude Awakening (live)
- 2008 F5 - The Reckoning
- 2008 Megadeth – Anthology: Set the World Afire
- 2010 Alice Cooper – Theatre of Death, Live at Hammersmith 2009
- 2011 The Worshyp – Evil Abounds
- 2011 Alice Cooper - Welcome 2 My Nightmare
- 2013 Black Star Riders – All Hell Breaks Loose
- 2017 Black Star Riders – Heavy Fire